# Velká zeď Hercules-Corona Borealis
Velká zeď Hercules-Corona Borealis je největší známá velkorozměrová struktura v pozorovatelném vesmíru. Její délka se odhaduje na zhruba deset miliard světelných let. Jde o vlákno gravitačně vázaných nadkup galaxií, zaujímající více než desetinu průměru pozorovatelného vesmíru. Je více než dvakrát větší než Huge-LQG , považovaná za největší vesmírnou strukturu do té doby. Struktura se nachází ve druhém, třetím a čtvrtém galaktickém kvadrantu oblohy ve vzdálenosti rudého posuvu 1,6–2,1. Byla pojmenována podle souhvězdí Herkula a souhvězdí Severní koruny.
Velká zeď byla objevena v listopadu 2013 týmem, který vedli István Horváth, Jon Hakkila a Zsolt Bagoly, na základě údajů z Swift Gamma-Ray Burst Mission. Ujal se pro ni název, který jí dal teenager z filipínského města Marikina po zhlédnutí reportáže na stanici Discovery.
Existence struktury byla pozdějšími studiemi[zdroj?] zpochybněna jako odporující kosmologickému principu.